# Dammtjärnet (Steneby socken, Dalsland)
Dammtjärnet är en sjö i Bengtsfors kommun i Dalsland och ingår i Göta älvs huvudavrinningsområde.